# Teodora Paleóloga Sinadena
Teodora Paleóloga Sinadena (griego antiguo Θεοδώρα Παλαιολογίνα Συναδηνή, Theodora Palaiologina Synadene) era una mujer noble bizantina.
Era la hija del sebastocrátor Constantino Paleólogo y de su esposa Irene Comnena Láscarina Branaina.
Los hermanos de Teodora eran Andrónico, María Comnena Branaina Láscarina Ducaina Tornicina Paleóloga, Miguel y Smiltsena Paleóloga.
Teodora se casó con Juan Sinadeno y tuvo cuatro hijos:
- Juan Sinadeno
- Eufrósine Sinadena
- Una hija de nombre desconocido
- Teodoro Sinadeno

Después, Teodora se hizo monja bajo el nombre de Teódula.